# Ганс фон Габерер
Йоганн «Ганс» Баптіст Мартін Теодор Вільгельм Антон Габерер, з 1905 року — Габерер фон Кремсгогенштайн (нім. Johann „Hans“ Baptist Martin Theodor Wilhelm Anton Haberer von Kremshohenstein; 12 березня 1875, Відень — 29 квітня 1958, Дюрен) — австрійський і німецький хірург, генерал-майор медичної служби резерву вермахту (1 липня 1942).

## Біографія
Син віденського чиновника. В 1894—1900 роках вивчав медицину в університетах Відня і Ґраца. В травні 1900 року отримав ступінь доктора медицини. В 1901 році став асистентом Антона фон Айзельсберга у Віденському університеті, де в 1907 році пройшов габілітацію. З 1911 року — професор Інсбруцького університету, став наймолодшим головою кафедри в Австро-Угорщині. Під час Першої світової війни служив військовим медиком в Південному Тіролі. Завдяки своїй високій репутації в 1920-21 роках був деканом медичного факультету, в 1923-24 роках — ректором Інсбруцького університету. Співпрацював із Фердинандом Зауербрухом. В листопаді 1924 року очолив кафедру університету Ґраца. З 1928 року — професор Медичної академії Дюссельдорфа, в 1929-30 роках — ректор. В грудні 1930 року перейшов у Кельнський університет. В 1930-48 роках — директор університетської клініки Лінденбурга, в 1930-34 роках — заступник директора клініки Августи. З 1933 року — член Товариства друзів СС. З квітня 1935 по жовтень 1938 року — ректор Кельнського університету. 1 травня 1937 року вступив у НСДАП. Був членом численних наукових і медичних товариств. Під час Другої світової війни працював хірургом-консультантом у Франції і СРСР. В 1948 році пройшов денацифікацію і вийшов на пенсію.

## Нагороди
- Почесний знак Австрійського Червоного Хреста 1-го класу з військовою відзнакою
- Орден Франца Йосифа, офіцерський хрест з військовою відзнакою і мечами
- Бронзова медаль «За військові заслуги» (Австро-Угорщина) з мечами
- Орден Залізної Корони 2-го класу
- Залізний хрест 2-го класу
- Золота медаль «За військові заслуги» (Вюртемберг)
- Гофрат (1924)
- Почесний доктор політичних наук
- Пам'ятна військова медаль (Австрія) з мечами
- Почесний хрест ветерана війни з мечами
- Почесний доктор медицини медичного факультету університету Альтена (1937)
- Золота пам'ятна медаль Кельнського університету (1938)
- Орден Корони короля Звоніміра 1-го класу із зіркою (Хорватія)
- Орден «За заслуги перед Федеративною Республікою Німеччина», командорський хрест (березень 1955)
- Почесна грамота Австрійського товариства судинної хірургії

### Почесний член
- Віденського медичного товариства (1939)
- Німецького товариства хірургії (1950)
- Німецького рентгенівського товариства (1951)
- Європейського товариства серцево-судинної хірургії в Ліоні (1953)
- Американського хірургічного коледжі
- Штирійської медичної асоціації
- Мексиканського хірургічного товариства Гвадалахари
- Асоціації хірургів Нижнього Рейну-Вестфалії